# Алкоголиз
Алкоголиз — общее название для группы обменных реакций между различными органическими соединениями (эпоксидами, нитрилами, ангидридами и галогенангидридами карбоновых кислот) и спиртами. Алкоголиз с участием метанола называют метанолизом, с участием этанола — этанолизом и т. д.
Примеры метанолиза:
— взаимодействие метанола с ангидридом янтарной кислоты;
— взаимодействие метанола с окисью этилена с образованием простейшего целлозольва — монометилэтиленгликоля.
Примеры этанолиза:
— реакция между ацетилхлоридом и этанолом с образованием этилацетата;
— превращение циануксусной кислоты (мононитрила малоновой кислоты) в диэтиловый эфир малоновой кислоты.
К алкоголизу относится также переэтерификация сложных эфиров под действием избытка спирта:
Алкоголиз, как и гидролиз и аммонолиз, протекает по механизму нуклеофильного замещения, то есть представляет собой частный случай сольволиза.